# Zork Zero
Zork Zero: The Revenge of Megaboz  est un jeu vidéo de fiction interactive développé et publié par Infocom à partir de 1988 sur Amiga, Apple II, DOS et Apple Macintosh. Créé par Steve Meretzky en environ 18 mois, il est le neuvième et dernier opus de la série Zork, bien que les évenements du jeu se déroulent avant ceux des autres épisodes. Contrairement à ses prédécesseurs, le jeu inclut une interface graphique, une carte interactive, des menus, un système d’indice et des mini-jeux. À sa sortie, le jeu est plutôt bien reçu par les critiques. Dave Arneson du magazine Computer Gaming World le désigne ainsi comme le meilleur jeu de la série jusque-là et salue son système d’aide et sa carte
. Un peu plus tard, il le juge également supérieur à James Clavell's Shōgun, un autre titre développé par Infocom. Le jeu s'est vendu à plus de 4 000 exemplaires en 1988.